# 伊藤正 (物理学者)
伊藤 正（いとう ただし、1946年 - ）は、日本の物理学者。大阪大学ナノサイエンスデザイン教育研究センター特任教授。一般社団法人大阪大学ナノ理工学人材育成産学コンソーシアム代表理事。大阪大学名誉教授。専門は物性物理学、特に光物性学。

## 来歴・人物
初代伊藤忠兵衛の玄孫。伊藤順吉、保子の次男として生まれる。母は後藤文夫の次女。兄は伊藤建夫。
甲南小学校（42回生）、甲南高校を経て、1969年3月、大阪大学基礎工学部材料工学科卒業（工学士）。1971年3月、大阪大学基礎工学研究物理系専攻修了（工学修士）。成田信一郎教授の研究室に所属し、波長変調分光法の研究を進める。1974年3月、大阪大学基礎工学研究物理系専攻博士課程修了（工学博士）。1974年4月、日本学術振興会奨励研究員。1974年6月、東北大学助手。1983年4月、東北大学助教授。1993年4月、東北大学教授。1998年4月、大阪大学大学院基礎工学研究科物質創成専攻未来物質領域微小物質ダイナミクス講座微小物質コヒーレンスグループ教授。2010年3月31日、定年退職。2010年4月、大阪大学特任教授。
甲南高校同窓会会長を務める。

## 著書
- ナノテクノロジーの実用化に向けて―その社会的課題への取り組み（2008/1 技報堂出版）共著
- ナノ光工学ハンドブック（2002/11 朝倉書店）共著
- 光とナノテクノロジー―第16回「大学と科学」公開シンポジウム講演収録集（2002/9 クバプロ）半導体ナノ粒子の機能 伊藤正
- 新しい光の科学（2001/9 大阪大学出版会）共著 第3章 新しい光の科学 - 時空間を行き交って光をコントロールする
- メゾスコピック現象の基礎（1994/3 オーム社）共著 励起子閉じ込めと界面効果 伊藤正